# ONLY YOU (飛輪海の曲)
「ONLY YOU」（オンリー・ユー）は、2009年3月18日にポニーキャニオンからリリースされた台湾の4人組アイドル・飛輪海（フェイルンハイ）の日本での3rdシングルである。

## 概要
前作の2ndシングル『Treasure』から約8ヶ月ぶりのリリース。表題曲「ONLY YOU」は日本語オリジナル楽曲としての初となるバラード曲。カップリング曲「デジャヴをみつめてる」は台湾ドラマ『翻滾吧! 蛋炒飯（トキメキ 玉子チャーハン）』オープニングテーマ「恒星」の日本語バージョンである。
販売形態は初回限定盤A（PCCA-02825）、初回限定盤B（PCCA-70235）と通常盤（PCCA-70236）の3種リリースで、初回限定盤Aには表題曲「ONLY YOU」のビデオ・クリップを収録したDVDと、初回限定盤Bにはミニ写真集が付属されている。

## 批評
CDジャーナルは、「美しいハーモニーを活かした甘く切ないナンバーに仕上がっている。」と評した。

## 収録内容
CD
1. ONLY YOU [5:04]
作詞・作曲：Shintaro Tanabe、編曲：NATABA
2. デジャヴをみつめてる [3:46]
作詞：只野菜摘、作曲：林邁可、編曲：神津裕之
3. ONLY YOU (Instrumental) [5:04]
4. デジャヴをみつめてる (Instrumental) [3:45]

DVD（初回限定盤Aのみ）
1. 「ONLY YOU」VIDEO CLIP